# مشاری العنزی
مشاری العنزی (عربی: مشاري العنزي؛ زادهٔ ۲۲ ژوئیهٔ ۱۹۸۹) یک ورزشکار اهل عربستان سعودی است.